# 영국의 짐승들
영국의 짐승들(일부 번역에서는 영국의 동물들/온 세상의 짐승들이여)은 조지 오웰의 소설 동물 농장에 등장하는 노래이다. 
이 노래는 인터내셔널가에 기반하였다. 
소설에 따르면, 이 노래는 '클레멘타인' 노래와 '라쿠카라차' 노래와 유사하다고 서술되어 있다.

## 소설에서 언급되는 장면과 그 의미
1. 동물들은 봉기 이전의 비밀 회합의 끝 머리에 이 노래를 합창하였다.
2. 동물들의 봉기 성공을 축하하면서 7회를 반복하여 이 노래를 합창하였다. 이는 혁명에서의 승리를 의미한다.
3. 봉기 이후의 '총회'의 끝 머리에서도 이 노래를 합창하였다. 이는 인터내셔널가가 소비에트 연방의 초기 국가였던것을 의미한다.
4. 외양간의 전투 이후에서도 합창하는 장면이 있다.
5. 한동안 나폴레옹의 독재 기간에도 '회합'의 끝 머리에서 합창하였다. 이는 스탈린이 집권한 이후에도 한동안 인터내셔널가가가 국가였음을 상징한다. (1944년까지)
6. 스탈린의 대 숙청을 의미하는 동물 처형이 있은 뒤 나폴레옹의 지시로 합창이 금지되었다. 이는 1944년부터 인터내셔널가 대신 소련 찬가가 소비에트 연방의 국가로 제정되었음을 의미한다.
7. 합창 금지 이후에도 합창은 비밀리에 이뤄졌다.

| 'Beasts of England, beasts of Ireland, Beasts of every land and clime, Hearken to my joyful tidings Of the golden future time. 'Soon or late the day is coming, Tyrant Man shall be o'erthrown, And the fruitful fields of England Shall be trod by beasts alone. 'Rings shall vanish from our noses, And the harness from our back, Bit and spur shall rust forever, Cruel whips no more shall crack. 'Riches more than mind can picture, Wheat and barley, oats and hay, Clover, beans, and mangel-wurzels Shall be ours upon that day. 'Bright will shine the fields of England, Purer shall its waters be, Sweeter yet shall blow its breezes On the day that sets us free. 'For that day we all must labour, Though we die before it break; Cows and horses, geese and turkeys, All must toil for freedom's sake. 'Beasts of England, beasts of Ireland, Beasts of every land and clime, Hearken well and spread my tidings Of the golden future time.' | 영국의 동물들이여, 아일랜드의 동물들이여, 온 누리의 온 세상 땅 위에 동물들이여, 귀기울여 들을지니, 황금빛 미래의 즐거운 소식을. 머지 않아 그날이 올지니, 폭군 인간을 뒤집어엎고, 풍요한 영국의 들판에는, 오직 동물들만 활보하리라. 코에서는 굴레가 사라지고, 등에서는 멍에가 벗겨지리라. 재갈과 박차는 영원히 녹슬고, 무자비한 채찍은 이제 더 이상 소리내지 못하리라. 상상도 할 수 없는 많은 부가, 밀과 보리, 귀리와 건초, 클로버, 콩, 그리고 근대들이, 그 날이면 우리의 것이 되리라. 더욱 찬란히 빛나리, 영국의 들판이여, 더욱 더 맑아지리 영국의 강물이여, 감미로운 미풍, 우리가 자유로운 바로 그날엔! 그 날 위해 우리 모두 일해야 하리니, 그 날은 못 보고 죽을지라도, 암소와 말, 거위와 칠면조, 자유를 위해 우리 모두가 애써 일하리라. 영국의 동물들이여, 아일랜드의 동물들이여, 온 누리 세상 땅 위에 동물들이여, 황금빛 미래의 새 소식을, 귀기울여, 널리 전하게 하라. |